# Aurelia Palmieri
Aurelia Palmieri Minuche fue la primera estudiante de medicina en Ecuador, llegando a obtener el título de licenciada en medicina. Fue precursora de la lucha femenina por la educación en el Ecuador.

## Biografía
Fue una defensora de los derechos de las mujeres en temas de educación en el Ecuador.
Durante la presidencia de Eloy Alfaro, se convirtió en la primera estudiante universitaria del país, gracias a un decreto hecho por el presidente. En este se indicaba que se le reconociera una pensión de 50 sucres mensuales mientras desarrollaba su carrera universitaria, y permitía su ingreso a la Facultad de Medicina.